# Цаатаны (ойраты)
Цаатаны (калм. цаатн, ойр. цаатн) — ойратский род в составе торгутов Калмыкии и Монголии.

## Этноним и происхождение
Как пишет Г. О. Авляев, термин цаатан — это сокращенная форма слова цагатан в значении «обладающие чем-то белым», вероятно, это связано с названием цаган туг хойт «хойты с белым знаменем». С ним согласен Н. Н. Убушаев, отмечающий, что ойраты из племени хойт являлись хранителями белого знамени Чингисхана, увезенного, согласно преданию, его дочерью Цецейкен, выданной замуж за потомка хойтского предводителя. Согласно Г. О. Авляеву, этнические группы калмыков цаатан и хойт имеют общее происхождение.
Согласно Э. П. Бакаевой, единый этноним может рассматриваться как аргумент этногенетического родства калмыков-цаатанов и цаатанов Монголии. О родстве этих этнических групп также пишет У. Э. Эрдниев.
Калмыки-цаатаны, будучи составной частью субэтноса торгутов, имеют собственный уран, — Туула тоха или Туулан тоха. У монгольских цаатанов бытует два варианта самоназвания: туха и цаатан. Данный факт, согласно Э. П. Бакаевой, может свидетельствовать о том, что слово «тоха» в уране калмыков-цаатанов — вариант произношения древнего этнонима «туха». Слово «тоха» с калмыцкого переводится как локоть. А сам уран «Туула тоха урата, шар моңһл яста» имеет следующий перевод с калмыцкого: «С ураном „локоть зайца“, с костью желтых монголов».
В работе В. М. Болдыревой отмечается генетическое родство калмыков-цаатанов с монголами и, таким образом, опровергается связь калмыков-цаатанов с хубсугульскими цаатанами. Так, калмыки-цаатаны, которых отдельные ученые считали родственными тувинцам, по системе HLA маркеров (локусы А, В, Сw, DRB1, DQB1) оказались более близки халха-монголам. По ряду признаков цаатаны ближе к монголам и даже более отстоят от западномонгольских олётов, чем халха-монголы. Эти данные подтверждают выводы антропологов о том, что калмыки-торгуты (частью которых являются цаатаны) по ряду частот систем белковых маркеров находятся ближе к монголам, чем дербеты; при этом торгуты — еще «более монгольский» народ, чем «средние» монголы.

## Родовой состав
В состав калмыков-торгутов группы цаатан входят роды: цаатан, керяд-цаатан (цаадин керәд), аха-цаатан, бага-цаатан, ики-цаатан, эркетен-цаатан, хорняхин-цаатан, гурвуд-цаатан (гурбут, ики-гурбут, бага-гурбут), а также гучад.
Родовые подразделения в составе бага-цаатан: шеерңгүд, бүрүкәхн, бүрвүлдәхн, шовхахн, делкүрмүд, кандыхн, далахн, барһс, шикрәхн, цаһанахн, ташхахн, аньсахн, аҗувахн, өсрәхн, закрахн, һурвудахн, дөрвүдәхн, дәмблхн, чөрмәхн, җөгуһас, шонхахн, дагахн.